# Bostrychoplites cornutus
Bostrychoplites cornutus (лат.) — вид жуков из семейства капюшонников. Длина 7—18 мм. Имеет большие отличительные рога, расположенные на груди.

## Распространение
Этот вид распространён в Африке и на Аравийском полуострове. Bostrychoplites cornutus находили в Руанде, Эсватини, Саудовской Аравии, в Малави, на Маврикии, Мадагаскаре, в Конго, на Маскаренских и Коморских островах. Жуки оказывались в маниоке, деревянных изделиях, сладком картофеле и других запасах. В Европу (Швецию) его импортировали из Африки в деревянных изделиях.